# Honjō-shuku

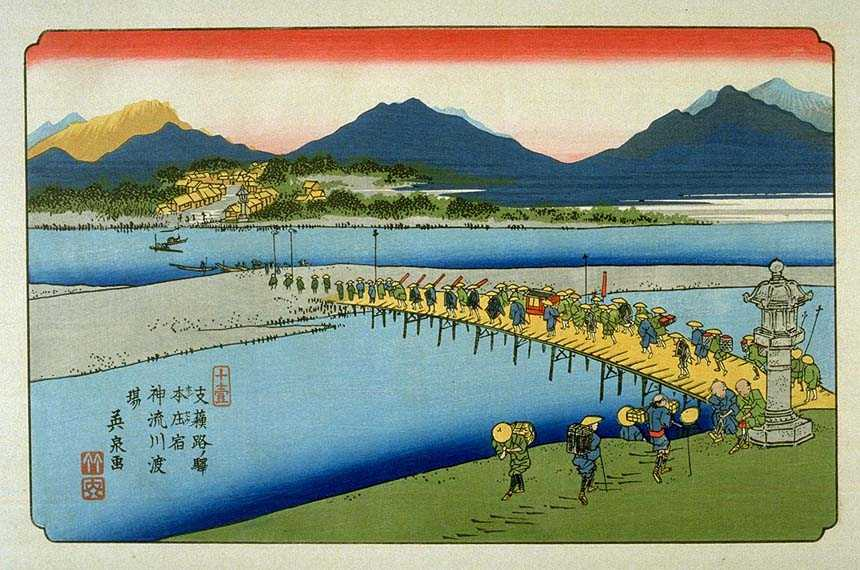
Honjō-shuku, estampe de Keisai Eisen de la série Les Soixante-neuf Stations du Kiso Kaidō.

Honjō-shuku (本庄宿, Honjō-shuku) était la dixième station des soixante-neuf stations du Nakasendō. Elle est située dans la ville moderne de Honjō, préfecture de Saitama au Japon.

## Histoire
Il ne reste plus rien de la station de la période Edo. Il existe cependant de nombreux bâtiments de style occidental construits durant la période Meiji à Honjō, dont le poste de police construit à cette époque sert à présent de musée historique pour la ville.

## Stations voisines
Nakasendō
Fukaya-shuku – Honjō-shuku – Shinmachi-shuku